# Oronsay Great Cross
Das Oronsay Great Cross, auch Oronsay High Cross, ist ein steinernes Keltenkreuz auf der schottischen Hebrideninsel Oronsay. Es steht nahe den Ruinen der denkmalgeschützten Klosteranlage Oronsay im Nordwesten der Insel. Das Oronsay Great Cross ist als Scheduled Monument klassifiziert.
Aus einem Reisebericht aus dem Jahre 1695 ist bekannt, dass zu dieser Zeit drei Steinkreuze östlich der Klostermauern aufgestellt waren, während heute nur noch das Oronsay Great Cross vorhanden ist. Bei einem dieser Kreuze könnte es sich um das Campbeltown Cross handeln, das angeblich im 18. Jahrhundert von Oronsay nach Campbeltown transportiert und dort aufgestellt wurde. Außerdem wurden Bruchstücke von wahrscheinlich zwei weiteren spätmittelalterlichen Kreuzen in der Nähe gefunden.

## Beschreibung
Anhand einer Inschrift kann nachvollzogen werden, dass das Kreuz an den Tod des Priors Colin erinnert, welcher dem Oronsay Kloster vorstand. Es stammt wahrscheinlich aus dem Jahre 1510, Colins Sterbejahr, obschon auch Schätzung für eine Fertigstellung um das Jahr 1495 vorgenommen wurden. Das Steinkreuz befindet sich etwa vier Meter östlich der Ruinen der Klosterkirche und erhebt sich von einem vierstufigen Fundament. Auf der nach Westen gerichteten Seite des Kreuzes sind Szenen der Kreuzigung Jesu neben Inschriften in den Kreuzschaft gearbeitet. An der Ostseite sind hingegen Laubmotive zu sehen.